# Peter Durcan
Pas d'image ? Cliquez ici

a Compétitions nationales et continentales officielles uniquement.

Peter Durcan, né le 27 juillet 1986 à Sligo, est un joueur de rugby à XV irlandais évoluant dans le club de Fédérale 1 de Montauban au poste d'arrière, d'ailier ou de demi d'ouverture. 

## Biographie
Il est international des - 21 ans avec l'Irlande, il a disputé un match de la coupe du monde des moins de 21 ans en 2006. En 2016 il met un terme au rugby.

## Carrière
- 2006-2008 : Connacht Rugby (Celtic League)
- 2008-2009 : Stade rochelais (Pro D2)
- 2009-2010 : USA Limoges (Fédérale 1)
- 2011-2013  : US Montauban (Fédérale 1)
- 2013-2016 : USA Limoges (Fédérale 1)